# Kugelblitz
Flakpanzer IV Kugelblitz ("Kugelblitz" - tạm dịch: quả cầu sét) là tên một loại tăng-pháo phòng không tự hành của Đức Quốc xã trong Chiến tranh thế giới thứ hai. Vào giai đoạn cuối của cuộc chiến chỉ có 5 chiếc được hoàn thành (kể cả một mẫu thí nghiệm). Những thiết kế của Kugelblitz đã thể hiện được sự tinh xảo và hiện đại qua tháp pháo kín với hai khẩu pháo phòng không hạng trung cho độ chính xác cao. Trong Chiến tranh thế giới thứ hai, Kugelblitz là loại tăng phòng không tự hành hiện đại và tân tiến nhất.

## Phát triển
Ý tưởng phát triển một loại tăng tự hành phòng không đã được người Đức nghĩ đến từ những năm 1943-1944. Bởi vì thời kì này lực lượng thiết giáp thường bị thiệt hại do những vụ ném bom của quân Đồng Minh. Cảm thấy cần thiết phải có một loại tăng phòng không hữu dụng có thể tiêu diệt mọi loại máy bay từ tầm 2000 m-4500 m, OKH ra lệnh cho tập đoàn Krupp phải thiết kế gấp rút một loại tăng phòng không có thể đáp ứng những yêu cầu trên.
Trước Kugelblitz đã có nhiều mẫu tăng phòng không sử dụng khung tăng Panzer-IV nhưng đều đạt những kết quả không mong đợi (trừ Wirbelwind). Krupp đã quyết định thiết kế Kugelblitz theo kiểu tăng nắp kín và điều này đã cho kết quả rất tốt.
Bản thiết kế đầu tiên của Kugelblitz cho thấy tăng phòng không này được lắp theo kiểu tăng kín đầu, trang bị hai pháo phòng không hạng trung 30 mm MK 303 Brunn (còn được biết dưới tên gọi Doppelflak). Tuy nhiên bản thiết kế này chưa lần nào được đưa vào sản xuất cũng như thử nghiệm vì theo hải quân Đức thì pháo MK 303 Brunn đã bị lực lượng hải quân loại bỏ ra khỏi danh sách súng phòng không trên tàu vì cho kết quả kém.
Bản thiết kế thứ hai, về phần thân cũng như bản thứ nhất nhưng phần súng được thay bằng pháo phòng không đôi 30 mm Zwillingsflak (hiện đang cho kết quả tốt). Pháo phòng không 30 mm Zwillingsflak cũng được sử dụng trên máy bay Henschel Hs 129 và Dornier Do 335. Tốc độ bắn của nó là 450 viên/phút.
Giống như Wirbelwind, Ostwind; Flakpanzer IV Kugelblitz cũng sử dụng khung tăng Panzer-IV, khung tăng này làm cho giáp bọc Kugelblitz tăng lên 80 mm. Hai pháo đôi có thể quay qua hai bên 360 độ và nâng hết cỡ được 80 độ. 

## Hoạt động
Theo các nhà quân sự Đồng Minh thì Flakpanzer IV Kugelblitz không tham gia bất cứ một trận chiến nào (ngoại trừ thử nghiệm tại các bãi tập quân sự). Về vấn đề này thì chẳng ai rõ là nó có tham gia hay không. Trái ngược với ý kiến của các nhà quân sự Đồng Minh, các tài liệu Đức lại ghi nhận rằng Kugelblitz có tham gia trận Berlin. 

## Những chiếc còn sót lại
Hiện tại chỉ còn lại một chiếc Kugelblitz còn sót lại ở bảo tàng Lehrsammlung der Heeresflugabwehrschule. Ngoài ra, vẫn còn một mẫu nửa nhưng không có tháp pháo đang được cất tại một địa điểm bí mật nào đó.